# Lymantria dissoluta
Lymantria dissoluta is een vlinder uit de familie van de spinneruilen (Erebidae), onderfamilie donsvlinders (Lymantriinae). De wetenschappelijke naam van de soort is voor het eerst geldig gepubliceerd in 1903 door Swinhoe.
Bij het mannetje is de voorvleugellengte 14 tot 19 millimeter, bij het vrouwtje 25 tot 28 millimeter. De vrouwtjes zetten eipakketjes af van 180 tot 250 eitjes in spleten in de bast van de waardplant, met name den, eik en cipres.
De soort komt voor in China, Taiwan en Vietnam.